# 太田村 (香川県)
太田村（おおたむら）は、香川県香川郡にあった村。

## 人口
| \| 1920年（大正9年） \| 3,927人 \| \| \| 1925年（大正14年） \| 4,133人 \| \| \| 1930年（昭和5年） \| 4,552人 \| \| \| 1935年（昭和10年） \| 4,835人 \| \| |         |  |
| 総務省統計局 / 国勢調査（1935年（昭和10年）） |         |  |
| 1920年（大正9年） | 3,927人 |  |
| 1925年（大正14年） | 4,133人 |  |
| 1930年（昭和5年） | 4,552人 |  |
| 1935年（昭和10年） | 4,835人 |  |

## 歴史
もともと水田の広がる純粋な農業地帯であり、特に伏石は小作争議伏石事件の舞台となったことで知られる。
その後、1926年（大正15年）12月21日、琴平電鉄（現在の高松琴平電気鉄道琴平線）の太田駅が開業し、戦後にかけて駅周辺の人口が増加し始める。
- 1890年（明治23年）2月15日 - 自然村である香川郡太田村・伏石村（ふせいしむら）・松縄村（まつなわむら）・福岡上村（ふくおかかみむら）・今里村（いまざとむら）の区域を以って町村制を施行し、行政村の香川郡太田村成立。
- 1897年（明治30年） - 伏石尋常小学校、今里簡易小学校、太田尋常小学校を統合し太田村立太田尋常小学校（現在地、現・高松市立太田小学校）。
- 1923年（大正12年） - 伏石事件発生。
- 1926年（大正15年）12月21日 - 琴平電鉄（現：高松琴平電気鉄道琴平線）太田駅開業。
- 1940年（昭和15年）2月11日 - 香川郡太田村が高松市に合併（高松市第4次合併）。
  - 旧大字の区域を継承した今里町、松縄町、伏石町、太田上町、太田下町と旧大字福岡上の区域に観光町、上福岡町を設置。

高松市編入以後は「太田」を参照。なお、最北端の上福岡町・観光町は本庁地区に含まれるため、現在の太田地区と旧村域は一致しない。